# Anna Atkins

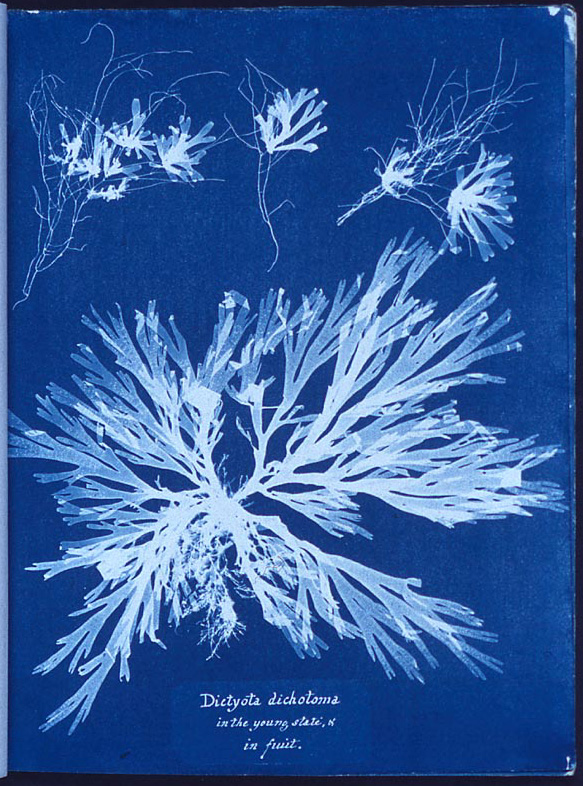
Een van Atkins cyanotypie-foto's voor haar boek Photographs of British Algae: Cyanotype Impressions

Anna Atkins (geboortenaam Anna Children) (Tonbridge, 16 maart 1799 – Sevenoaks, 9 juni 1871) was een Engelse botanicus en fotografe. Zij wordt ook wel gezien als de eerste persoon die een boek uitbracht met fotografische afbeeldingen. Sommige bronnen beweren dat ze ook de eerste vrouwelijke fotograaf was. Zij maakte met name veel foto's door gebruik te maken van het cyanotypie-proces.
Anna Children werd geboren in 1799 in Tonbridge in het Engelse graafschap Kent. Haar moeder, Hester Anne, stierf in 1800 aan kraamziekte. Atkins had een sterke band met haar vader John George Children, die wetenschapper was en veel interesses had. Zo is onder andere het mineraal childrenite en de slang Antaresia childreni naar hem vernoemd. Atkins ontving een wetenschappelijke educatie, wat ongebruikelijk was voor een vrouw in die tijd. Haar gedetailleerde gravures van schelpen werden gebruikt om haar vaders vertaling van Jean-Baptiste de Lamarck's Genera of Shells uit 1823 te illustreren.
Ze trouwde in 1825 met John Pelly Atkins en verhuisde naar Halstead Place, het huis van de Atkins familie in Sevenoaks, Kent.
John Herschel ontdekte in 1842 het cyanotypie-proces, Anna Atkins was degene die het toepaste in de fotografie. Zij bracht in 1843 een gelimiteerde serie boeken met cyanotypische afbeeldingen uit die varens en andere planten beschreven. Doordat zij gebruik maakte van dit proces, wordt zij ook wel gezien als de eerste vrouwelijke fotograaf.
Het Rijksmuseum Amsterdam kocht in 2017 een exemplaar van het boek Photographs of British Algae.